# 三菱・デリカD:5
デリカ D:5（DELICA D:5、デリカ ディーファイブ）は、三菱自動車工業が製造・販売しているSUV・ミニバン型の乗用車である。フロントエンジンの1BOXミニバンの先駆けともなったデリカスペースギアの後継車であり、世界で唯一のオールラウンダーミニバンを基本理念に開発されている。
生産は2021年8月6日までは「パジェロの町」岐阜県加茂郡坂祝町にあるパジェロ製造が担当していた。

## メカニズム

### シャーシ・ボディ
ボディには、世界販売戦略シャシを用いて設計される三菱・GSプラットフォームの小型車版PMを用いた。ただし本車種では、オフロードを走行できるRVとしての剛性を得るため、同プラットフォームにリブボーンフレーム（ほ乳類の肋骨のように、ボディフレームの結合部の断面を確保することによって生まれた、環状型の骨格構造）と、アンダーボディに大型のクロスメンバー（剛性補強部品）と低床設計を採用した。
2007年度の自動車アセスメントの衝突安全性能試験総合評価は最高6スター（★★★★★★）を獲得した。

### エンジン
当初は、4WDのみの設定で4B12型 直列4気筒DOHC16バルブ（MIVEC） 2,359cc（170馬力）が搭載された。その後、2WD（FF）モデルにはエンジンには4B12型が搭載されていたが、マイナーチェンジで燃費性能に優れた4B11型 直列4気筒DOHC16バルブ（MIVEC） 1,998cc（150馬力）が搭載された。後にさらに燃費性能に優れた4J11型 直列4気筒SOHC16バルブ 1,998cc（150馬力）へ変更された。
2012年12月26日に 歴代のスターワゴンやスペースギアのディーゼルファンの要望に応える形で、4WD車にミニバン初のクリーンディーゼルエンジン 4N14型 直列4気筒DOHC16バルブICターボコモンレールDI-D 2,267cc（148馬力）を追加した。トランスミッションはINVECS-II 6速スポーツモード付A/T。2019年2月15日に発売された改良モデルではトランスミッションが8速スポーツモードA/Tとなった。

### サスペンション
サスペンションは、フロントにマクファーソンストラット式・リヤにトレーリングアーム式マルチリンクを採用されている。先代デリカよりもトレッドを拡大することにより、操縦安定性と乗り心地・旋回性能が向上した。

### 四輪駆動システム
従来のパジェロベースのデリカではなく、アウトランダーをベースとしていることから、同様の電子制御4WDを採用している。燃費のよい「2WD」、路面状況や走行条件に応じて、前後に駆動力を適切に配分する「4WDオート」、高い走破性が得られる「4WDロック」の3つを、ダイヤル式のドライブモードセレクターを採用し、走行中でも切り替えることができる。しかし機械式のローギア（トランスファ）を備えた歴代デリカから比べると、極悪路の走破性には劣るといわれている。

### 年表
2005年10月
東京モーターショーにて、アウトランダーやギャランフォルティスのGSプラットフォームをベースにしたコンセプトカー『Concept-D:5』が公開された。
2006年10月30日
車名を「デリカD:5」にすることを発表。「D:5」はデリカ（DELICA）の5代目を意味する。
2007年1月12日
東京オートサロンに市販モデル出展。
2007年1月31日
販売開始。
目標月間販売台数は2,300台と発表されている。リブボーンフレームは、三菱のルーツでもある航空機の設計が元となっている。自動車アセスメントの衝突安全性能試験総合評価は最高6スター（★★★★★★）。従来モデルよりも乗車位置を低くしたことや、オンロード/ダート向けのサスセッティングにしたことで、従来モデルで懸念されることのあった横揺れを軽減した。従来モデルより全高とステップ高が大幅に低くなっているが、最低地上高は逆に高くなっている。従来のデリカのFRベースではなく、FFベースに一新。トランスミッションはINVECS-III CVT。Mを除く全車にパドルシフトを装備。他メーカーミニバンの売れ行きを参考に従来モデルよりも小さな2.4Lモデルのみとしたとされるが、高機能なMIVECを搭載したことやボディの軽量化を図った。デリカのアイデンティティーである悪路走破性能を販売の主力に据え、当初は全車4WDのみ。タイヤは大径「マッド&スノー」。また、アクティブコーナリングライトを搭載。
2007年5月22日
2WDモデル「C2」および、これをベースとしたエアログレード「デリカ D:5 ローデスト」（ROADEST）発売。
2007年10月17日
「ROADEST」に4WDモデルを追加。
2007年10月
東京モーターショーに3列目シートを撤去して4人乗りとし、専用の2列目シートやテーブルなどを装備した「エグゼクティブ」を参考出品。
2007年12月25日
スターワゴンやスペースギアでも設定された冬季特別仕様車「CHAMONIX」（シャモニー）を発売。バッテリー容量を拡大したほか、前席シートヒーター、速暖式リヤヒーターや、運転席電動パワーシートなどを装備。2列目シートをキャプテンシート（セパレートタイプ）とした7人乗り仕様も用意。
2008年1月
東京オートサロンに「ROADESTエグゼクティブ」を参考出品。
2008年5月25日
マイナーチェンジ。特別仕様車「CHAMONIX」で採用されていた2列目キャプテンシートの7人乗り仕様を一部グレードに標準設定するほか、同じく「CHAMONIX」で採用されていた電動パワーシートやシートヒーターも一部グレードにオプションとして追加設定された。さらに、助手席電動スライドドアを装備した「M-Power package」を追加。また、「ROADEST」には4WD車に「カスタマイズパッケージB」を追加。
2008年10月30日
昨年に引き続き特別仕様車「CHAMONIX」を発売。今回は「G-Navi package」をベースに、「CHAMONIX」の専用装備やMMCS（HDD方式カーナビゲーション）、タッチパネル式地上デジタルTVチューナーなどを装備。専用色として新たにライトブルーメタリックを追加。
2008年12月24日
マイナーチェンジ。Mを除く全車にビルトインETCを、4WD車はバッテリー容量アップなど寒冷地仕様が標準装備化された。なお、グレード体系も変化し、2WD車の「C2 S」に替わって、4WD車の「M」と同等の装備内容とした「C2 M」を追加。また、「M-Power package」並びに「ROADEST」の一部（2WD車の「S」と4WD車の「M」）がそれぞれ廃止された。
2009年2月4日
2WD車の「C2 G-Power package」をベースに、装備を厳選しながらも7インチワイドディスプレイHDDナビゲーションシステム（MMCS）や木目調のインテリア、4WD車と同じフロントグリルを装備した特別仕様車「EXCEED」を発表。2月24日より販売される。
2009年7月2日
「G-Power package」をベースにした特別仕様車「EXCEED II」を発売。同年2月に発売された「EXCEED」のバージョンアップ仕様で、今回は4WD車も設定される。「EXCEED II」の4WD車は2WD車と同等の特別装備と厳選装備に加え、16インチタイヤとアルミホイールを装備している。
2009年11月5日
4WD車のみマイナーチェンジ（発売は同年11月11日より）。エンジンやCVT制御の見直しを行い、燃費をさらに向上。このため、平成22年度燃費基準+25%を達成した。また、「M」を除く全てのグレードに新デザインのハイコントラストメーターとカラー液晶マルチインフォメーションディスプレイを採用。「ROADEST」では黒調ヘアライン加工のセンターパネルとメッキ処理のダイヤルを採用。さらに、坂道発進を容易にするヒルスタートアシスト、急減速時やABS作動時にハザードランプを高速点滅させて後続車に緊急制動を伝え危険を促すESS（緊急制動信号システム）、乗降時にポジションランプやヘッドライトを30秒間点灯し、夜間の乗り降りに安心感を与えるウェルカムライト・カミングホームライト機能（「M」を除く）を追加。ボディカラーも一部見直しを行い、2トーンカラーは新色2色を含む5色に、モノトーンカラーは既存の3色に減らした一方、「ROADEST」はコズミックブルーマイカを追加した。同時に特別仕様車「CHAMONIX」の第3期モデルを発表（11月20日販売開始）。アウタードアハンドルや電動格納式リモコンドアミラーにメッキを施し、専用エンブレムを装着。ダークグレーの内装と、本木目&本革巻ステアリング・ホイール、インパネ部やアッパーグローブボックスには木目調を採用。また、運転席パワーシートやシートヒーター（運転席・助手席）も装備された。さらに、DVDソフトの再生や家庭用ゲーム機を接続して楽しむDVD内蔵後席9インチワイドディスプレイと、バンパーコーナー部にコーナーセンサーを装備した。
2009年12月24日
2WD車をマイナーチェンジ（発売は2010年1月13日より）。エンジンを燃費性能に優れた4B11型DOHC16バルブMIVEC 2.0Lエンジンに変更し、燃費を大幅に向上。これにより、「平成22年度燃費基準+15%」を達成した。また、外観を4WD車と同一デザインに変更し、ボディカラー・インテリア・装備・機能も4WD車と装備内容の統一を行った。これを機に2WD車のグレード名称であった「C2」を廃止し、4WD車と同じグレード名称になった。また、同日に特別仕様車「EXCEED II」を再発売。ベース車両を「M」に変更し、2WD車にも16インチタイヤとアルミホイールを装着。従来の7インチワイドディスプレイHDDナビゲーション(MMCS)に加え、ビルトインETCも装備された。
2010年6月3日
マイナーチェンジ。「M」に助手席側電動スライドドアとキーレスオペレーションシステムを追加し、視認性に優れたシンプルなメーターに変更。「G-Power Package」に運転席側電動スライドドアを装備した。また、「G-Premium」に標準装備されているMMCSには地上デジタルテレビチューナーと外部機器を操作できるリンクシステムを追加し、サイドアンダーミラーを廃止した（MMCSは「G-Power Package」にもメーカーオプションで装備可能。また、マルチアラウンドモニター装着時にはサイドアンダーミラーが省かれる）。さらに、アクティブコーナリングライトには後退時連動機能を追加し、ブレーキアシストはペダル踏力・踏込み速度感応型に変更。また、「G-NAVI Package」を廃止し、ボディカラーのライトブルーメタリック/ミディアムグレーマイカの2トーンカラーも廃止した。なお、今回の一部改良モデルより、5年目以降の車検入庫時に保証延長点検（24ヶ月定期点検相当）を受けることを条件に「最長10年10万km特別保証延長」の適用対象車種となった。
2010年7月8日
スタンダードグレードの「M」をベースに、「ROADEST」の専用パーツを装着した特別仕様車「ROADEST Limited Edition」を発表（7月15日販売開始）。
2010年10月7日
特別仕様車「CHAMONIX（シャモニー）」の第4期モデルを発表（発売は同年10月18日より）。今回は木目調の採用範囲を広げ、センターコンソールリッドとパワーウィンドウスイッチパネルにも採用。さらに、7インチワイドディスプレイHDDナビゲーション（MMCS）を標準装備した。ボディカラーはオプションカラーのウォームホワイトパール/クールシルバーメタリック、クールシルバーメタリック/ミディアムグレーマイカ、ブラックマイカの3色（うち2色は2トーンカラー）を設定する。
2010年12月20日
マイナーチェンジ。減速エネルギー回生システム（高効率発電制御）の制御変更を行い、最適化を行ったほか、2WD車ではエンジン内部の摺動抵抗の低減やエンジン・CVTの制御見直しを行ったことで、燃費を向上。これにより、2WD車も「平成22年度燃費基準+25%」を達成した。あわせて、ブレーキペダルとアクセルペダルを同時に踏んだ場合、ブレーキを優先するブレーキオーバーライド制御も装備された。なお、特別仕様車の「CHAMONIX」と「ROADEST Limited Edition」もベース車に準じた改良を行い、販売を継続。また、同日に「M」をベースに、地上デジタルチューナー内蔵の7インチワイドディスプレイHDDナビゲーション（MMCS）、ビルトインETCユニット、クルーズコントロール、16インチアルミホイールを装備し、木目調の内装と本革巻ステアリング・ホイール&シフトノブを採用して上質感を高めながら、本来はMMCSとセット装備されるマルチアラウンドモニターをメーカーオプション設定にした特別仕様車「Navi Collection M」を発表した（2011年1月7日販売開始、「Navi Collection M」は同年1月21日販売開始）。
2011年12月22日
マイナーチェンジ。2WD車において、エンジンを新開発の4J11型SOHC16バルブMIVEC 2.0Lエンジンに置換するとともに、アイドリングストップ機構「オートストップ＆ゴー」（AS&G）を標準装備したことで燃費を向上し「平成27年度燃費基準+10%」を達成（エンジンの変更に伴い、2WD車の車両型式をCV2W型に変更）。さらに、「M」はホイールカバーのデザイン変更を行った。併せて、特別仕様車「CHAMONIX」の第5期モデルを発表（2012年1月13日販売開始）。今回は電動メッキリモコンドアミラーにウィンカーが追加された。なお、このマイナーチェンジより、リア左下に装着されていた「D:5」のエンブレムが廃止されている。
2012年7月12日
マイナーチェンジ（7月19日販売開始）。4WD車において減速エネルギー回生システムの効果をさらに高めるバッテリーと既に2WD車で採用されているアイドルニュートラル制御（停車時にエンジンと駆動系を切り離し、エンジン負荷を軽減することで燃料消費を抑制する機構）を採用したことで燃費を向上し、「平成27年度燃費基準」を達成。内装は従来のダークグレーからブラックに変更し、既存のベージュはシート生地の変更を行った。また、MMES（ナビシステム）やロックフォードフォズゲート プレミアムサウンドシステムの改良を行った。
2012年12月26日
マイナーチェンジ。4WD車にミニバンで初となるクリーンディーゼルエンジン車を追加設定（2013年1月11日販売開始）。欧州向けアウトランダーに採用している4N14型 コモンレール式DI-Dクリーンディーゼルエンジン+INVECS-II 6速スポーツモードATを日本のポスト新長期規制に適合するように最適化して搭載（ただしエンジンルームの制約上からMIVECユニットは非搭載）。NOxやPMを大幅に低減するとともに、2.0Lガソリン車と同等の13.6km/L（JC08モード）の低燃費を実現し「平成27年度燃費基準+20%」を達成。さらに、VGターボチャージャーの搭載により、最大トルクは2.4Lガソリン車の約1.6倍となる360N・mを1,500～2,750rpmの低回転域で発揮し、750kgまでの牽引能力を持つ力強い走りを実現。また、ディーゼルエンジン搭載による重量増に伴ってショックアブソーバーの減衰力を最適化して操舵安定性と乗り心地を高次元でバランスさせるとともに、前輪分担重量の増加に併せてステアリングギヤのシリンダーサイズとバルブ特性を見直し、操舵フィーリングの最適化を図った。グレード体系は「D-Power package」と「D-Premium」の2グレードを設定した。
2014年1月23日
特別仕様車「ROYAL EXCEED」を発売。クリーンディーゼルエンジン車の最上級グレード「D-Premium」をベースに、外観にクロムメッキのフロントグリルとスパッタリング（メッキ）仕様の18インチアルミホイールを、内装にはベージュの本革シート（運転席パワーシート・運転席/助手席シートヒーター付）、本木目&本革巻ステアリングホイール、木目調パネル（インパネセンター、フロアコンソールリッド、アッパーグローブボックス、パワーウィンドウスイッチ）、リラックスルームイルミネーション（ホワイト天井照明）を採用することで上質感ある内外装とした。また、ベースグレードではメーカーオプション設定となっている後席9インチワイド液晶ディスプレイ（リモコン付）+音声・映像入力RCA端子を標準装備するとともに、SRSカーテンエアバッグをメーカーオプション設定した。
2014年5月22日
特別仕様車「M-Limited」を発表（6月10日販売開始）。ガソリン車のベーシックグレード「M」をベースに、ステアリング・ホイールとシフトレバーに本革巻を、インパネセンター、アッパーグローブボックス、フロアコンソールリッド、パワーウインドウスイッチに木目調パネルを採用して上質感あるインテリアに仕上げるとともに、5本スポークタイプのアルミホイールとクルーズコントロールを特別装備しながら購入しやすい価格に設定にした。ボディカラーは2トーン2色、モノトーン3色の計5色を設定した（ウォームホワイトパールはモノトーン、クールシルバーメタリックとの2トーン共にオプションカラー）。なお、ベース車の仕様上、8人乗りのみの設定。
2014年8月7日
一部改良。
クリーンディーゼル車はエンジン制御の改良を行うことで発進加速性能やアクセルレスポンスを向上。
センターパネルの色をピアノブラックに変更。「ROADEST」系グレードはアッパーグローブボックスもピアノブラックに変更した。
「M」と「ROADEST」系グレードを除く全グレードに、本木目&本革巻ステアリング・ホイールや木目調パネル（インパネセンター、アッパーグローブボックス、フロアコンソールリッド、パワーウィンドウスイッチ）によりインテリアの高級感を高める「ラグジュアリーパッケージC」をメーカーオプション設定に追加。
Premium系グレード（「G-Premium」・「D-Premium」）に標準装備されていたエレクトリックテールゲートをPower package系グレード（「G-Power package」・「D-Power package」にメーカーオプション設定した（10月中旬生産分より対応）。
2014年12月25日
- 特別仕様車「CHAMONIX」の第6期モデルを発表（2015年2月16日販売開始）[6]。ベースグレードをクリーンディーゼル車の「D-Power package（8人乗り仕様）」に変更し[注釈 3]、7インチWVGAディスプレイメモリーナビゲーションMMCS、運転席パワーシート（スライド、リクライニング、ハイト、チルト）を装備するとともに、アウタードアハンドル・ウィンカー付電動リモコンドアミラーをメッキ化。内装はブラックのインテリアカラーに、本木目&本革巻ステアリング・ホイール、木目調パネル（インパネセンター、アッパーグローブボックス、フロアコンソールリッド、パワーウインドウスイッチ）、リラックスルームイルミネーション（ホワイト天井照明）を採用した。ボディカラーはモノトーン・2トーン各2色ずつ、計4色。

2015年11月26日
一部改良並びに特別仕様車「CHAMONIX」の第7期モデルを発表（12月17日販売開始）。電動スライドドアにワンタッチ開閉スイッチを採用。また、カスタムモデル「ROADEST」にはクリーンディーゼル車の「ROADEST D-Power package（4WD車のみの設定）」を追加した（なお、「ROADEST D-Power package」の追加に伴い、「ROADEST G-Premium」は廃止となった）。特別仕様車「CHAMONIX」は2014年12月発売の第6期モデルと装備内容に大きな変更は無いが、第6期モデルでは標準装備だった7インチWVGAディスプレイメモリーナビゲーションMMCSの設定が見直され、装着有無の選択が可能となった。
2016年8月30日
燃費の偽装があり実際よりも良い数値を届け出していた旨を発表。これにより、当分の間、製造および販売を停止。同時にホームページも一時閉鎖。
2016年9月9日
現行モデル（2015年11月一部改良モデル）において燃費の修正を行った。これにより燃費基準ラベルも変更となり、ディーゼル車は「平成27年度燃費基準+10%」達成に、ガソリン2WD車は「平成27年度燃費基準+5%」達成に、ガソリン4WD車は平成27年度燃費基準未達成（燃費基準ラベルなし）となった。
2016年10月27日
特別仕様車「CHAMONIX」の第8期モデル及び「ROADEST ROYAL TOURING」を発表（「ROADEST ROYAL TOURING」は同日より販売開始、「CHAMONIX」は11月10日販売開始）。
「ROADEST ROYAL TOURING」は「ROADEST D-Power package」をベースに、外観はアルミホイールはベース車にメーカーオプション設定されているスパッタリング仕様を標準装備。内装は、セカンドシートをキャプテンシートに変更してベース車の8名乗車から7名乗車とした上で本革シートを採用。運転席と助手席にシートヒーターを装備し、更に運転席にはパワーシート（スライド、リクライニング、ハイト、チルト）も装備した。また、7インチWVGAディスプレイメモリーナビゲーション「MMCS」、後席9インチワイド液晶ディスプレイ（リモコン付き）+音声・映像入力RCA端子、ロックフォードフォズゲートプレミアムサウンドシステムのセットオプションを設定し、装備の有無を選択可能とした。ボディカラーは「ウォームホワイトパール（オプションカラー）」と「ダイヤモンドブラックマイカ」の2色を設定する。
「CHAMONIX」の第8期モデルは、ホワイト天井照明を変更し、第7期モデルのリラックスルームイルミネーションをルーフビームガーニッシュに変更。そのほかの特別装備内容やボディカラーは第7期モデルと同一である。
2017年4月21日
一部改良及び特別仕様車「ACTIVE GEAR」を発表（一部改良モデルは同日より販売開始、「ACTIVE GEAR」は4月27日販売開始）。従来は「G-Premium」、「D-Premium」に標準装備されていたACパワーサプライ（AC100V）を「M」を除く全グレードに拡大して標準装備。ボディカラーはシルバー系カラーにおいて、「クールシルバーメタリック」と入れ替えで新色の「スターリングシルバーメタリック」を設定した。
特別仕様車「ACTIVE GEAR」は、「D-Power package」の7人乗り仕様をベースに、外観はフォグランプベゼルとウィンカー付電動格納式リモコンドアミラーをオレンジに、フロントグリルと前後バンパーアンダーカバーをダイヤモンドブラックマイカ、18インチアルミホイールをブラックとし、サイドには専用ピンストライプとイラストデカールを、テールゲートには専用デカールをそれぞれ装着した。ボディカラーはモノトーン色は「ダイヤモンドブラックマイカ」のみ、2トーンは「アイガーグレーメタリック/ダイヤモンドブラックマイカ」と本仕様車限定の「ウォームホワイトパール/ダイヤモンドブラックマイカ（オプションカラー）」の3色展開とした。内装は専用シート生地として座面と背もたれにスエード調人工皮革を採用し、オレンジ色のステッチを施したボーダーキルティングを立体的に処理したほか、アッパーグローブボックスはピアノブラックにオレンジの「DELICA」の文字及び「デリカD:5」のイラストデカールを配し、パネル類（インパネセンター・シフトインジケーター・パワーウィンドウスイッチ）や本革巻ステアリングホイールなどにピアノブラック塗装やオレンジのアクセントを施した。また、ディーラーオプションとして、専用パーツで構成された「ACTIVE GEAR コンプリートパッケージ」を設定した。
なお、2016年10月発売の特別仕様車「ROADEST ROYAL TOURING」はベースグレードと同様の改良を受けて継続販売される。
2017年10月26日
特別仕様車「CHAMONIX」の第9期モデルを発表し、同日より販売を開始した。外観は第8期モデルのウインカー付電動格納式リモコンドアミラー、アウタードアハンドルに加えてフォグランプベゼルにもメッキが施され、クリアタイプのメッキリアガーニッシュも装備。18インチアルミホイールにはダーククローム調塗装が施された。ボディカラーはモノトーンは第8期モデルと同じだが、2トーンは「ウォームホワイトパール/スターリングシルバーメタリック」のみとなった。内装はシート生地を撥水機能付の専用スエード調人工皮革に変え、シルバーステッチも施されたほか、アッパーグローブボックスとパワーウインドウスイッチのパネルを第8期モデルの木目調からピアノブラックに変え、新たに、アルミペダル（アクセル、ブレーキ）とルームマップランプ（フロント、大型）を装備した。機能面では運転席をパワーシート（スライド、リクライニング、ハイト、チルト）に変更した。また、第9期モデルはデリカD:5の発売10周年記念車を兼ねるため、ボディサイドに「10th Anniversary」ピンストライプ&デカール（メッキ調）を装着、内装のセンターパネル部に「10th Anniversary」ロゴを配した。
2018年4月25日
一部改良並びに特別仕様車「JASPER（ジャスパー）」が発表された（一部改良モデルは同日より販売開始、「JASPER」は5月17日販売開始）。
フロントフェイスが変更され、フロントバンパープロテクター（アンダーカバー一体型）が新たに採用された。なお、今回の改良に伴う車両本体価格の変更はない。本改良に伴いローデストは廃止。
「JASPER」は「D-Power package」の8人乗り仕様をベースに、外観はテールゲートに「JASPER」デカール、ボディサイドに山並みや鹿が描かれたサイドストラップ&デカールが装着されたほか、フォグランプベゼル・ウインカー付電動格納式リモコンドアミラー・アウタードアハンドルをメッキに、18インチアルミホイールをダーククローム調塗装にそれぞれ変更された。内装はシート生地に撥水加工付の専用スエード調人工皮革（ブラウン&シルバーステッチ）を採用。アッパーグローブボックスとパワーウィンドウスイッチパネルがピアノブラックに変更され、アッパーグローブボックスにはサイドデカールと同デザインのイラストデカールも施された。装備面では運転席をパワーシート（スライド、リクライニング、ハイト、チルト）に変更され、7インチWVGAディスプレイメモリーナビゲーション（MMCS）の選択を可能にした。さらに、カーゴフェンスやシートバンジーコードなどの専用パーツを組み合わせた「JASPER コンプリートパッケージ」をディーラーオプションに設定した。ボディカラーは今回の一部改良に伴い標準車への設定が廃止され本仕様車専用色に変更された「ディープシーグリーンマイカ/アイガーグレーメタリック」をはじめ、「アイガーグレーメタリック/ダイヤモンドブラックマイカ」、「ウォームホワイトパール/スターリングシルバーメタリック」の2トーンカラー3色を設定した。
特別仕様車「ACTIVE GEAR」は、ベース車同様にフロントバンパープロテクター（アンダーカーバー一体型）が採用されたことに伴い、ディーラーオプションの「ACTIVE GEARコンプリートパッケージ」において、フロントバンパープロテクター（ダイヤモンドブラックマイカ、オレンジの「DELICA」ロゴ入り）をフロントバンパープロテクターデカール（「DELICA」ロゴ、オレンジ）に変更。専用シート生地スエード調人工皮革（座面・背もたれ面）に撥水機能が追加された。
2018年11月21日
2018年度中に新型モデルの発売計画を発表し、同日より予約注文の受付を開始。また、東京オートサロン2019へ参考出品することも発表された。
2019年2月15日
前述した新型モデルが発表・発売された。新型はディーゼルモデルのみの設定となり、従来型の上級グレードに相当するモデルのみに体系を絞った。内外装の豪奢化と併せ、従来のミドルクラスとラージクラスの中間に位置するポジションから、ラージクラスに照準を合わせた。外観にはフロントデザインコンセプト「ダイナミックシールド」が採用され、ヘッドライトは縦型形状のLEDマルチとなり、LEDポジションランプも搭載。リアコンビネーションランプはリアゲートガーニッシュとの連続性を持たせ、テールランプを外側まで光らせるデザインに変更された。ボディカラーはモノトーンは黒系を「ダイヤモンドブラックマイカ」から「ブラックマイカ」に差し替え、新規開発色となる「エメラルドブラックパール（オプションカラー）」を設定する替わりに「アイガーグレーメタリック」を廃止（2トーン専用色へ移行）。2トーンはモノトーンの変更に伴い「アイガーグレーメタリック/ダイヤモンドブラックマイカ」を「アイガーグレーメタリック×ブラックマイカ」に差し替え、「エメラルドブラックパール×アイガーグレーメタリック」を追加して5色に拡大された。内装はインストルメントパネルのデザインが一新され、水平基調をベースにサバ杢（原木が二又に分かれるサバ部分）柄の立体木目を採用。シート生地はエンボスを施した幾何学柄に、メーカーオプションの本革シートはダイヤキルティングとした。装備面では衝突被害軽減ブレーキシステム（FCM）、車線逸脱警報システム（LDW）、レーダークルーズコントロールシステム（LCC）、オートマチックハイビーム（AHB)、後側方車両検知警報システム（レーンチェンジアシスト機能付、BSW/LCA）、後退時車両検知警報システム（RCTA）で構成された予防安全技術「e-Assist」が採用され、FCM・LDW・LCC・AHBの4点は全車標準装備、BSW/LCAとRCTAは一部グレードに標準装備又はメーカーオプション設定された。また、車速感応オートドアロック（衝撃感知ドアロック解除システム付）も全車標準装備され、電動スライドドアとエレクトリックテールゲート（運転席側電動スライドドアとエレクトリックテールゲートは一部グレードに装備）にはスイッチを2回押すことでドアやゲートが閉まると同時に施錠も完了するクローズ&ロック機構を採用。ディーラーオプションにはオリジナル10.1型ナビゲーションが設定された。2.2Lディーゼルエンジンは型式は「4N14型」と変更はないが、コンロッドやピストンなどを新設計し、三菱車では初となる尿素SCRシステムを採用するなど主要機構部品の約5割が改良された。これにより、最高出力は3PS低下したものの、最大トルクは2.0kg・m向上された。また、組み合わせれるATも従来の6速から、新開発のスポーツモード付8速ATに刷新され、それに伴って、パーキングブレーキも電動式に変更されている。電子制御式4WDシステムにおいても車両の旋回運動を的確に判断し、ハンドル操作に忠実な車両挙動を実現するヨーレイトフィードバック制御が追加された。サスペンションはフロントはコイルスプリングの配置と傾斜角を変更し、リアはスプリング特性の見直しとショックアブソーバーのサイズアップが行われた。
新たに設定された「URBAN GEAR（アーバンギア）」は外観に専用のフロントメッキグリルやフロントバンパーを採用するとともに、リアバンパーはマフラーの切り欠きを廃し、リアゲートガーニッシュはクリアタイプを採用。内装にパール杢（根の近くの瘤にできる希少価値の高い木目）柄を再現し、アクセントとして青みの黒木目を配した。なお、ボディカラーは「ブラックマイカ」、「アイガーグレーメタリック」、「ウォームホワイトパール（オプションカラー）」のモノトーン3色のみの設定となる。
グレード体系が刷新され、「M」・「G」・「G-Power Package」・「P」の4グレードに拡大。「URBAN GEAR」は「G」と「G-Power Package」の2グレードを設定。なお、新型モデルに移行したのはディーゼル車のみ（大幅なマイナーチェンジの扱いとなるため、車両型式は従来通りCV1W型）で、ガソリン車については、装備内容が見直され、グレード体系を「M-Limited Package」と「G-Limited Package」の2グレードに整理された上で継続販売される。また、新型モデルに関してはWLTCモード走行による排出ガス並びに燃料消費率に対応している。
2019年5月23日
福祉車両「ハーティーラン」の新車種として、「サイドムービングシート仕様車」が設定され、発売された。
2列目の左シートが電動で車いすの座面と同じ高さまで回転・スライドダウンする構造となっており、前後シートスライドとリクライニングも電動で操作可能としたほか、シート組み込み式のアームレスト及びフットレストも装備された。また、利便性を高めるため、スライドダウン操作を手元で行えるようにするためのリモコンスイッチが標準装備された。「G」と「G-Power Package」に設定されており、車両本体価格や架装費用が消費税非課税となる。
2019年6月17日
ラグビーチーム「三菱重工相模原ダイナボアーズ」への支援の一環として、「エメラルドブラックパール」をベースとした特別ラッピングサポートカーを提供することが発表された。
2019年10月2日
2019年2月改良モデルが4代目eKワゴン、eKクロスと共に2019年度グッドデザイン賞を受賞したことが発表された。
2019年10月17日
ラグビーニュージーランド代表チーム「ALL BLACKS」公認特別仕様車「ALL BLACKS Edition」が発表された（10月31日発売）。「G-Power Package」の8人乗り仕様/ブラック内装/ボディカラー:ブラックマイカをベースに、フロントグリル・スキッドプレート（フロント/リア）・フォグランプベゼル・ポジションランプガーニッシュをボディカラーと同じブラックマイカとした。本仕様車専用のパッケージオプションとして、チーム名のロゴマークとシルバーファーンのデカール、チーム名のロゴマーク付マッドフラップ（ブラック）、車種名のエンジンフードエンブレム（ブラック）、テールゲートスポイラー（ブラックマイカ）で構成された「ALL BLACKS Complete Package」が設定される。300台の限定販売で、「ALL BLACKS Complete Package」は300セット限定となる。
2019年10月23日
従来型のまま継続販売されていたガソリン車の生産終了が発表。在庫対応のみとなる。同時に2WD車が廃止となり4WD車に1本化される。
2019年11月21日
一部改良された。予防安全技術「e-Assist」が機能強化され、誤発進抑制機能（前進時）を追加。また、「G」・「M」を除くグレードには助手席側のフロントドアやスライドドアと連動して自動で展開・収納する電動サイドステップ（LEDステップ照明付）が標準装備された。「URBAN GEAR」には、既存の「G-Power Package」の装備内容に加え、BSW/LCAとRCTAを追加し、さらに、自動防眩ルームミラー（マルチアラウンドモニター付）も標準装備した最上級グレード「P Edition」が新たに設定された。なお、「ALL BLACKS Complete Package」は2020年4月時点でもまだ完売しておらず、誤発進抑制機能（前進時）と電動サイドステップ（LEDステップ照明付）の標準装備化を反映しないまま継続生産されている。
2020年4月16日
特別仕様車「JASPER」の第2期モデルが発表・発売された。第1期モデル（2018年4月発表）からの変更点として、ベースグレードが「G」に変更され、外観はフロントグリルとポジションランプガーニッシュにアイガーグレーメタリック塗装を採用。内装はシート生地（セーレンのスエード調人工皮革「グランリュクス」を採用し、撥水機能を付加）のステッチをブラウンに変更するとともに、インパネやドアトリムにもブラウンステッチがあしなわれた。専用ディーラーオプションパッケージ「JASPER コンプリートパッケージ」は第1期モデルに続いて設定されており、レッドのマッドフラップは「JASPER」ロゴ入りメタルプレートを追加、フロアマットはカラーをブラック×ダークブラウン、「JASPER」ロゴはメタルエンブレムにそれぞれ変更され、吸・遮音機能を追加。フロントバンパープロテクターデカールとシートバンジーコードを廃止する替わりにエンジンフードエンブレム（マットグレー）を追加した4点となった。ボディカラーは第1期モデル同様に2トーンカラーの設定となるが、第1期モデルから引き続き設定される「アイガーグレーメタリック/ダイヤモンドブラックマイカ」に加え、歴代「JASPER」のテーマカラーであるグリーンを踏襲した「エメラルドブラックパール/アイガーグレーメタリック（有料色）」、新設定となる「ウォームホワイトパール/アイガーグレーメタリック（有料色）」となった。
2020年12月10日
一部改良された。ワイパーを雨量に合わせて動作速度を自動で切り換える雨滴感応オートワイパーに変更。寒冷時にステアリングホイールを温めるステアリングヒーターを新たに採用し、「G-Power Package」・「P」・「URBAN GEAR G-Power Package」・「URBAN GEAR P Edition」に標準装備、「G」と「URBAN GEAR G」にメーカーオプション設定した。オートライトコントロール機能は従来よりもヘッドライトの自動点灯のタイミングを早め、夜間走行中のヘッドライトの点け忘れを防止する改良を行った。
特別仕様車「JASPER」は、雨滴感応オートワイパーの設定とオートライトコントロール機能の改良を受け、継続販売される。
2021年8月6日（補足）
パジェロ製造での生産を終了（同日付で工場閉鎖）。以後、生産は岡崎工場が担当する。
2021年12月23日
新色の追加による一部改良が発表された。モノトーンはウォームホワイトパール（有料色）とデリカD:5専用色のエメラルドブラックパール（有料色）を高輝度塗装のダイヤモンドカラーであるホワイトダイヤモンド（有料色）とブラックダイヤモンド（有料色）に入れ替え、ブラックダイヤモンドはブラックマイカと入れ替わる形で「URBAN GEAR」にも設定（ブラックマイカはデリカD:5専用色となる）。「URBAN GEAR」専用色のアイガーグレーメタリックも新色のグラファイトグレーメタリックへ入れ替えた。デリカD:5専用のツートーンはモノトーンでの設定変更に合わせて総入れ替えとなり、ウォームホワイトパール×スターリングシルバーメタリック（有料色）をホワイトダイヤモンド×スターリングシルバーメタリック（有料色）に、スターリングシルバーメタリック×アイガーグレーメタリックをスターリングシルバーメタリック×グラファイトグレーメタリックに、アイガーグレーメタリック×ブラックマイカをグラファイトグレーメタリック×ブラックマイカに、エメラルドブラックパール×アイガーグレーメタリック（有料色）をブラックダイヤモンド×グラファイトグレーメタリック（有料色）にそれぞれ入れ替えた。撥水機能付きシート生地などを採用し、フロントLEDポジションランプ＆LEDフォグランプの形状を変更。静粛性を高めるべく多くの制振材、遮音材をリアフロア回りに採用。DIDエンブレムを廃止。特別仕様車の「JUSPER」についても、新専用色のホワイトダイヤモンド×グラファイトグレーメタリック（有料色）の設定を含むボディカラーの総入れ替えを受けて継続販売された。
2022年3月17日
純正アクセサリーに日本国内でのブランド復活を果たした「ラリーアート」を追加。デリカD:5用には、ガーニッシュ3点（フォグランプ・ブラックアウトアンダー(フロント/リア)）をセットにした「RALLIARTガーニッシュパッケージ」をはじめ、マッドフラップ、サイドデカール、テールゲートスポイラー、ドアミラーカバー、フロアマットがラインナップされる。なお、「URBAN GEAR」には装着不可となる。
2022年8月1日
原材料価格や原油価格の高騰などによる輸送費増加を含む全体的なコスト上昇の影響を受けて価格が改定され、特別仕様車「JASPER」を含む全グレード一律8.8万円（10%の消費税込）値上げされた
2022年11月17日
特別仕様車「JASPER」の第3期モデルが発表・発売された。第2期モデル（2020年4月発売）からの変更点として、ベースグレードが「G-Power Package」に変更。シートはボーダーキルティング形状となった。専用ディーラーオプションパッケージ「JASPER コンプリートパッケージ」も第2期モデルから継続設定されるが、装備内容は第2期モデルから変更はない。
2023年11月24日
一部改良並びに特別仕様車「CHAMONIX」の第10期モデルが発表・発売された。一部改良では、マルチアラウンドモニターと自動防眩ルームミラー（マルチアラウンドモニター付）が全車に標準装備され、「P」はアクセルペダルとブレーキペダルがアルミペダルとなった。また、グレード体系の見直しにより、「URBAN GEAR P Edition」が廃止された。
2017年10月の第9期モデル以来約6年ぶりに設定された特別仕様車「CHAMONIX」は2023年の東京オートサロンや大阪オートメッセにて展示されたコンセプトカー「SNOW SURVIVOR」をイメージした仕様となり、「P」をベースに、外観はフロントグリル、ポジションランプガーニッシュ、フォグランプベゼル、ドアミラーカバー、アウタードアハンドルがブラックマイカで統一され、前後のスキッドプレートはチタニウムグレーメタリック、18インチアルミホイールはブラック塗装とした。また、テールゲートとフロントフェンダーには専用デカールが装着され、テールゲートには専用色のグリーンを用いた「CHAMONIX」ロゴを、フロントフェンダーにはカモフラージュ柄をベースにグリーンの「CHAMONIX」ロゴを載せたデザインとなった。内装はシート生地が撥水機能付スエード調素材と合成皮革のコンビネーション仕様となり、シート・インストルメントパネル・ドアトリムにシルバーステッチが施された。ルーフビームガーニッシュの天井照明がホワイトとなり、パネル類（オーナメント・アクセント）には木目調バール杢が採用された。ボディカラーはブラックマイカと組み合わせた2トーンカラーのみの設定となり、グラファイトグレーメタリック、「CHAMONIX」専用色となるホワイトダイヤモンド、ブラックダイヤモンドの3色が設定される。ディーラーオプションには、エンジンフードエンブレム、専用デカール（ボディサイドセット・フェンダー・アルミホイール）、ドアミラーカバー、専用ブラックライトイルミフロアマットで構成された「CHAMONIXコンプリートパッケージ」が設定される。
2024年11月7日
特別仕様車「Black Edition」が発表・発売された。
「P」の7人乗り仕様をベースに、外観はフロントグリル、ポジションランプガーニッシュ、フォグランプベゼル、ドアミラーカバー、アウタードアハンドル、スキッドプレート（前後）がブラックマイカで統一され、18インチアルミホイールをブラック塗装とした。内装はインパネ&ドアトリムのアクセントパネルがパール杢に変更され、通常はメーカーオプション設定の本革シートが標準装備された。ディーラーオプションとして、エンブレム（エンジンフード・ボディサイド、ブラックとシルバーから選択可能）とブラックホイールロックナット&ラグナットセットで構成された「ブラックナット&エンブレムパッケージ」が設定される。ボディカラーはモノトーンはブラックマイカとホワイトダイヤモンド（有料色）の2色、2トーンはグラファイトグレーメタリック×ブラックマイカの全3色が設定される。
なお、本仕様車の発売と同時に「CHAMONIX」には8人乗り仕様が追加設定された。

## 基本グレード（特別仕様車を除く）
価格は消費税込。現行グレードは2023年11月時点の価格（10%相当の消費税込）。
| グレード                        | 製造年                | エンジン型式 | エンジン              | 排気量  | 最高出力       | 最大トルク                 | 変速機 (INVECS) | 駆動方式 | 価格                      |
| ------------------------------- | --------------------- | ------------ | --------------------- | ------- | -------------- | -------------------------- | --------------- | -------- | ------------------------- |
| C2 S                            | 2007年05月 - 09年01月 | 4B12 (MIVEC) | 直列4気筒DOHC16バルブ | 2,359cc | 170PS/6,000rpm | 23.0kg・m/4,100rpm         | CVT             | FF       | 2,226,000円               |
| C2 M                            | 2009年01月 - 10年01月 | 4B12 (MIVEC) | 直列4気筒DOHC16バルブ | 2,359cc | 170PS/6,000rpm | 23.0kg・m/4,100rpm         | CVT             | FF       | 2,257,500円               |
| C2 M パワーパッケージ           | 2008年05月 - 09年01月 | 4B12 (MIVEC) | 直列4気筒DOHC16バルブ | 2,359cc | 170PS/6,000rpm | 23.0kg・m/4,100rpm         | CVT             | FF       | 2,383,500円               |
| C2 G                            | 2007年05月 - 08年05月 | 4B12 (MIVEC) | 直列4気筒DOHC16バルブ | 2,359cc | 170PS/6,000rpm | 23.0kg・m/4,100rpm         | CVT             | FF       | 2,446,500円               |
| C2 G パワーパッケージ           | 2007年05月 - 10年01月 | 4B12 (MIVEC) | 直列4気筒DOHC16バルブ | 2,359cc | 170PS/6,000rpm | 23.0kg・m/4,100rpm         | CVT             | FF       | 2,619,750円               |
| C2 G ナビパッケージ             | 2007年05月 - 10年01月 | 4B12 (MIVEC) | 直列4気筒DOHC16バルブ | 2,359cc | 170PS/6,000rpm | 23.0kg・m/4,100rpm         | CVT             | FF       | 2,887,500円               |
| C2 G プレミアム                 | 2007年05月 - 10年01月 | 4B12 (MIVEC) | 直列4気筒DOHC16バルブ | 2,359cc | 170PS/6,000rpm | 23.0kg・m/4,100rpm         | CVT             | FF       | 3,197,250円               |
| M                               | 2010年01月 - 11年12月 | 4B11 (MIVEC) | 直列4気筒DOHC16バルブ | 1,998cc | 150PS/6,000rpm | 20.1kg・m/4,200rpm         | CVT             | FF       | 2,298,000円               |
| M                               | 2011年12月 - 19年02月 | 4J11 (MIVEC) | 直列4気筒SOHC16バルブ | 1,998cc | 150PS/6,000rpm | 19.4kg・m/4,200rpm         | CVT             | FF       | 2,408,400円               |
| M リミテッドパッケージ          | 2019年02月 - 10月     | 4J11 (MIVEC) | 直列4気筒SOHC16バルブ | 1,998cc | 150PS/6,000rpm | 19.4kg・m/4,200rpm         | CVT             | FF       | 2,494,800円               |
| G パワーパッケージ              | 2010年01月 - 11年12月 | 4B11 (MIVEC) | 直列4気筒DOHC16バルブ | 1,998cc | 150PS/6,000rpm | 20.1kg・m/4,200rpm         | CVT             | FF       | 2,629,000円               |
| G パワーパッケージ              | 2011年12月 - 19年02月 | 4J11 (MIVEC) | 直列4気筒SOHC16バルブ | 1,998cc | 150PS/6,000rpm | 19.4kg・m/4,200rpm         | CVT             | FF       | 2,761,560円               |
| G リミテッドパッケージ          | 2019年02月 - 10月     | 4J11 (MIVEC) | 直列4気筒SOHC16バルブ | 1,998cc | 150PS/6,000rpm | 19.4kg・m/4,200rpm         | CVT             | FF       | 2,854,500円               |
| G ナビパッケージ                | 2010年01月 - 10年06月 | 4B11 (MIVEC) | 直列4気筒DOHC16バルブ | 1,998cc | 150PS/6,000rpm | 20.1kg・m/4,200rpm         | CVT             | FF       | 2,848,650円               |
| G プレミアム                    | 2010年01月 - 11年12月 | 4B11 (MIVEC) | 直列4気筒DOHC16バルブ | 1,998cc | 150PS/6,000rpm | 20.1kg・m/4,200rpm         | CVT             | FF       | 3,218,000円               |
| ローデスト S                    | 2007年05月 - 09年01月 | 4B12 (MIVEC) | 直列4気筒DOHC16バルブ | 2,359cc | 170PS/6,000rpm | 23.0kg・m/4,100rpm         | CVT             | FF       | 2,541,000円 ～2,635,500円 |
| ローデスト G                    | 2007年05月 - 08年05月 | 4B12 (MIVEC) | 直列4気筒DOHC16バルブ | 2,359cc | 170PS/6,000rpm | 23.0kg・m/4,100rpm         | CVT             | FF       | 2,677,500円 ～2,751,000円 |
| ローデスト G パワーパッケージ   | 2007年05月 - 10年01月 | 4B12 (MIVEC) | 直列4気筒DOHC16バルブ | 2,359cc | 170PS/6,000rpm | 23.0kg・m/4,100rpm         | CVT             | FF       | 3,223,500円               |
| ローデスト G パワーパッケージ   | 2010年01月 - 11年12月 | 4B11 (MIVEC) | 直列4気筒DOHC16バルブ | 1,998cc | 150PS/6,000rpm | 20.1kg・m/4,200rpm         | CVT             | FF       | 2,881,000円               |
| ローデスト G パワーパッケージ   | 2011年12月 - 18年04月 | 4J11         | 直列4気筒SOHC16バルブ | 1,998cc | 150PS/6,000rpm | 19.4kg・m/4,200rpm         | CVT             | FF       | 3,020,760円               |
| ローデスト G ナビパッケージ     | 2007年05月 - 10年01月 | 4B12 (MIVEC) | 直列4気筒DOHC16バルブ | 2,359cc | 170PS/6,000rpm | 23.0kg・m/4,100rpm         | CVT             | FF       | 3,108,000円               |
| ローデスト G ナビパッケージ     | 2010年01月 - 11年12月 | 4B11 (MIVEC) | 直列4気筒DOHC16バルブ | 1,998cc | 150PS/6,000rpm | 20.1kg・m/4,200rpm         | CVT             | FF       | 3,100,650円               |
| ローデスト G プレミアム         | 2007年05月 - 10年01月 | 4B12 (MIVEC) | 直列4気筒DOHC16バルブ | 2,359cc | 170PS/6,000rpm | 23.0kg・m/4,100rpm         | CVT             | FF       | 3,365,250円               |
| ローデスト G プレミアム         | 2010年01月 - 11年12月 | 4B11 (MIVEC) | 直列4気筒DOHC16バルブ | 1,998cc | 150PS/6,000rpm | 20.1kg・m/4,200rpm         | CVT             | FF       | 3,418,000円               |
| M                               | 2007年01月 - 19年02月 | 4B12 (MIVEC) | 直列4気筒DOHC16バルブ | 2,359cc | 170PS/6,000rpm | 23.0kg・m/4,100rpm         | CVT             | 4WD      | 2,855,520円               |
| M リミテッドパッケージ          | 2019年02月 -          | 4B12 (MIVEC) | 直列4気筒DOHC16バルブ | 2,359cc | 170PS/6,000rpm | 23.0kg・m/4,100rpm         | CVT             | 4WD      | 2,950,200円               |
| G                               | 2007年01月 - 08年05月 | 4B12 (MIVEC) | 直列4気筒DOHC16バルブ | 2,359cc | 170PS/6,000rpm | 23.0kg・m/4,100rpm         | CVT             | 4WD      | 2,772,000円               |
| G パワーパッケージ              | 2007年01月 - 19年02月 | 4B12 (MIVEC) | 直列4気筒DOHC16バルブ | 2,359cc | 170PS/6,000rpm | 23.0kg・m/4,100rpm         | CVT             | 4WD      | 3,177,360円               |
| G リミテッドパッケージ          | 2019年02月 -          | 4B12 (MIVEC) | 直列4気筒DOHC16バルブ | 2,359cc | 170PS/6,000rpm | 23.0kg・m/4,100rpm         | CVT             | 4WD      | 3,278,000円               |
| G ナビパッケージ                | 2007年01月 - 10年06月 | 4B12 (MIVEC) | 直列4気筒DOHC16バルブ | 2,359cc | 170PS/6,000rpm | 23.0kg・m/4,100rpm         | CVT             | 4WD      | 3,270,750円               |
| G プレミアム                    | 2007年01月 - 19年02月 | 4B12 (MIVEC) | 直列4気筒DOHC16バルブ | 2,359cc | 170PS/6,000rpm | 23.0kg・m/4,100rpm         | CVT             | 4WD      | 3,731,400円               |
| ローデスト G                    | 2007年10月 - 08年05月 | 4B12 (MIVEC) | 直列4気筒DOHC16バルブ | 2,359cc | 170PS/6,000rpm | 23.0kg・m/4,100rpm         | CVT             | 4WD      | 2,992,500円               |
| ローデスト G パワーパッケージ   | 2007年01月 - 18年04月 | 4B12 (MIVEC) | 直列4気筒DOHC16バルブ | 2,359cc | 170PS/6,000rpm | 23.0kg・m/4,100rpm         | CVT             | 4WD      | 3,404,160円               |
| ローデスト G ナビパッケージ     | 2007年01月 - 10年07月 | 4B12 (MIVEC) | 直列4気筒DOHC16バルブ | 2,359cc | 170PS/6,000rpm | 23.0kg・m/4,100rpm         | CVT             | 4WD      | 3,491,250円               |
| ローデスト G プレミアム         | 2007年01月 - 15年12月 | 4B12 (MIVEC) | 直列4気筒DOHC16バルブ | 2,359cc | 170PS/6,000rpm | 23.0kg・m/4,100rpm         | CVT             | 4WD      | 3,895,560円               |
| D パワーパッケージ              | 2013年01月 - 19年02月 | 4N14 (DI-D)  | 直列4気筒DOHC16バルブ | 2,267cc | 148PS/3,500rpm | 36.7kg・m/1,500～ 2,750rpm | 6AT             | 4WD      | 3,534,840円               |
| D プレミアム                    | 2013年01月 - 19年02月 | 4N14 (DI-D)  | 直列4気筒DOHC16バルブ | 2,267cc | 148PS/3,500rpm | 36.7kg・m/1,500～ 2,750rpm | 6AT             | 4WD      | 4,055,400円               |
| M                               | 2019年02月 - 22年07月 | 4N14 (DI-D)  | 直列4気筒DOHC16バルブ | 2,267cc | 145PS/3,500rpm | 38.7kg・m/2,000rpm         | 8AT             | 4WD      | 3,913,800円               |
| M                               | 2022年08月 - 23年11月 | 4N14 (DI-D)  | 直列4気筒DOHC16バルブ | 2,267cc | 145PS/3,500rpm | 38.7kg・m/2,000rpm         | 8AT             | 4WD      | 4,001,800円               |
| M                               | 2023年11月 -          | 4N14 (DI-D)  | 直列4気筒DOHC16バルブ | 2,267cc | 145PS/3,500rpm | 38.7kg・m/2,000rpm         | 8AT             | 4WD      | 4,156,900円               |
| G                               | 2019年02月 - 22年07月 | 4N14 (DI-D)  | 直列4気筒DOHC16バルブ | 2,267cc | 145PS/3,500rpm | 38.7kg・m/2,000rpm         | 8AT             | 4WD      | 4,015,000円               |
| G                               | 2022年08月 - 23年11月 | 4N14 (DI-D)  | 直列4気筒DOHC16バルブ | 2,267cc | 145PS/3,500rpm | 38.7kg・m/2,000rpm         | 8AT             | 4WD      | 4,103,000円               |
| G                               | 2023年11月 -          | 4N14 (DI-D)  | 直列4気筒DOHC16バルブ | 2,267cc | 145PS/3,500rpm | 38.7kg・m/2,000rpm         | 8AT             | 4WD      | 4,258,100円               |
| G パワーパッケージ              | 2019年02月 - 19年11月 | 4N14 (DI-D)  | 直列4気筒DOHC16バルブ | 2,267cc | 145PS/3,500rpm | 38.7kg・m/2,000rpm         | 8AT             | 4WD      | 4,158,000円               |
| G パワーパッケージ              | 2019年11月 - 20年12月 | 4N14 (DI-D)  | 直列4気筒DOHC16バルブ | 2,267cc | 145PS/3,500rpm | 38.7kg・m/2,000rpm         | 8AT             | 4WD      | 4,235,000円               |
| G パワーパッケージ              | 2020年12月 - 22年07月 | 4N14 (DI-D)  | 直列4気筒DOHC16バルブ | 2,267cc | 145PS/3,500rpm | 38.7kg・m/2,000rpm         | 8AT             | 4WD      | 4,251,500円               |
| G パワーパッケージ              | 2022年08月 - 23年11月 | 4N14 (DI-D)  | 直列4気筒DOHC16バルブ | 2,267cc | 145PS/3,500rpm | 38.7kg・m/2,000rpm         | 8AT             | 4WD      | 4,339,500円               |
| G パワーパッケージ              | 2023年11月 -          | 4N14 (DI-D)  | 直列4気筒DOHC16バルブ | 2,267cc | 145PS/3,500rpm | 38.7kg・m/2,000rpm         | 8AT             | 4WD      | 4,494,600円               |
| P                               | 2019年02月 - 19年11月 | 4N14 (DI-D)  | 直列4気筒DOHC16バルブ | 2,267cc | 145PS/3,500rpm | 38.7kg・m/2,000rpm         | 8AT             | 4WD      | 4,294,400円               |
| P                               | 2019年11月 - 20年12月 | 4N14 (DI-D)  | 直列4気筒DOHC16バルブ | 2,267cc | 145PS/3,500rpm | 38.7kg・m/2,000rpm         | 8AT             | 4WD      | 4,371,400円               |
| P                               | 2020年12月 - 22年07月 | 4N14 (DI-D)  | 直列4気筒DOHC16バルブ | 2,267cc | 145PS/3,500rpm | 38.7kg・m/2,000rpm         | 8AT             | 4WD      | 4,387,900円               |
| P                               | 2022年08月 - 23年11月 | 4N14 (DI-D)  | 直列4気筒DOHC16バルブ | 2,267cc | 145PS/3,500rpm | 38.7kg・m/2,000rpm         | 8AT             | 4WD      | 4,475,900円               |
| P                               | 2023年11月 -          | 4N14 (DI-D)  | 直列4気筒DOHC16バルブ | 2,267cc | 145PS/3,500rpm | 38.7kg・m/2,000rpm         | 8AT             | 4WD      | 4,601,300円               |
| ローデスト D パワーパッケージ   | 2015年12月 - 18年04月 | 4N14 (DI-D)  | 直列4気筒DOHC16バルブ | 2,267cc | 148PS/3,500rpm | 36.7kg・m/1,500～ 2,750rpm | 6AT             | 4WD      | 3,740,040円               |
| アーバンギア G                  | 2019年02月 - 22年07月 | 4N14 (DI-D)  | 直列4気筒DOHC16バルブ | 2,267cc | 145PS/3,500rpm | 38.7kg・m/2,000rpm         | 8AT             | 4WD      | 4,142,600円               |
| アーバンギア G                  | 2022年08月 - 23年11月 | 4N14 (DI-D)  | 直列4気筒DOHC16バルブ | 2,267cc | 145PS/3,500rpm | 38.7kg・m/2,000rpm         | 8AT             | 4WD      | 4,230,600円               |
| アーバンギア G                  | 2023年11月 -          | 4N14 (DI-D)  | 直列4気筒DOHC16バルブ | 2,267cc | 145PS/3,500rpm | 38.7kg・m/2,000rpm         | 8AT             | 4WD      | 4,385,700円               |
| アーバンギア G パワーパッケージ | 2019年02月 - 19年11月 | 4N14 (DI-D)  | 直列4気筒DOHC16バルブ | 2,267cc | 145PS/3,500rpm | 38.7kg・m/2,000rpm         | 8AT             | 4WD      | 4,285,600円               |
| アーバンギア G パワーパッケージ | 2019年11月 - 20年12月 | 4N14 (DI-D)  | 直列4気筒DOHC16バルブ | 2,267cc | 145PS/3,500rpm | 38.7kg・m/2,000rpm         | 8AT             | 4WD      | 4,362,600円               |
| アーバンギア G パワーパッケージ | 2020年12月 - 22年07月 | 4N14 (DI-D)  | 直列4気筒DOHC16バルブ | 2,267cc | 145PS/3,500rpm | 38.7kg・m/2,000rpm         | 8AT             | 4WD      | 4,379,100円               |
| アーバンギア G パワーパッケージ | 2022年08月 - 23年11月 | 4N14 (DI-D)  | 直列4気筒DOHC16バルブ | 2,267cc | 145PS/3,500rpm | 38.7kg・m/2,000rpm         | 8AT             | 4WD      | 4,467,100円               |
| アーバンギア G パワーパッケージ | 2023年11月 -          | 4N14 (DI-D)  | 直列4気筒DOHC16バルブ | 2,267cc | 145PS/3,500rpm | 38.7kg・m/2,000rpm         | 8AT             | 4WD      | 4,622,200円               |
| アーバンギア P エディション     | 2019年11月 - 20年12月 | 4N14 (DI-D)  | 直列4気筒DOHC16バルブ | 2,267cc | 145PS/3,500rpm | 38.7kg・m/2,000rpm         | 8AT             | 4WD      | 4,472,600円               |
| アーバンギア P エディション     | 2020年12月 - 22年07月 | 4N14 (DI-D)  | 直列4気筒DOHC16バルブ | 2,267cc | 145PS/3,500rpm | 38.7kg・m/2,000rpm         | 8AT             | 4WD      | 4,489,100円               |
| アーバンギア P エディション     | 2022年08月 - 23年11月 | 4N14 (DI-D)  | 直列4気筒DOHC16バルブ | 2,267cc | 145PS/3,500rpm | 38.7kg・m/2,000rpm         | 8AT             | 4WD      | 4,577,100円               |

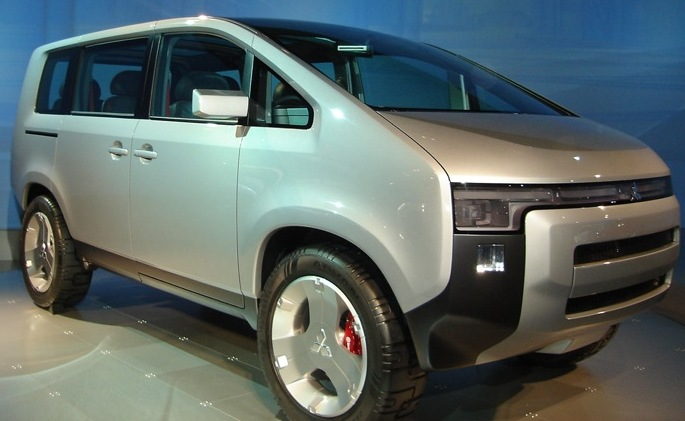
Concept-D:5
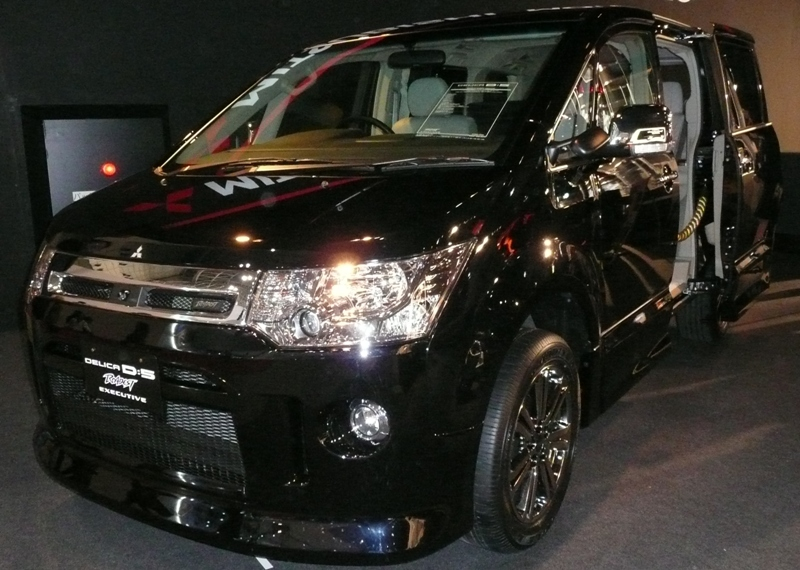
ROADESTエグゼクティブ
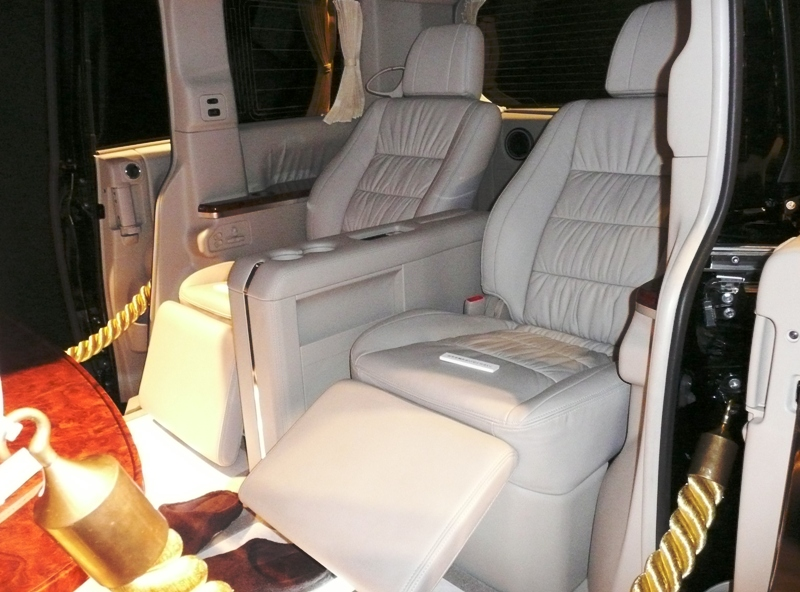
2列目シート
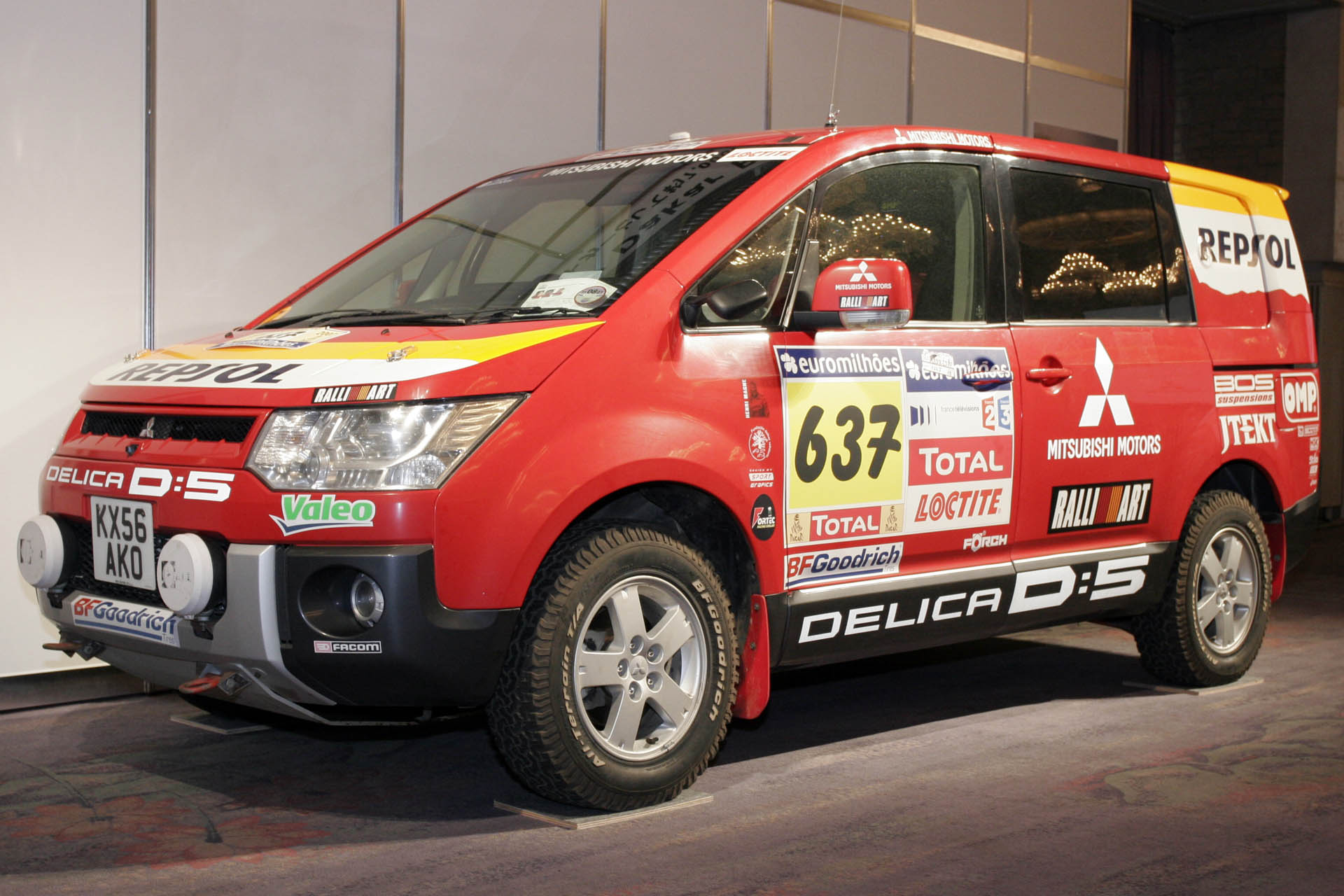
ダカールラリーのサポートカー(2007)
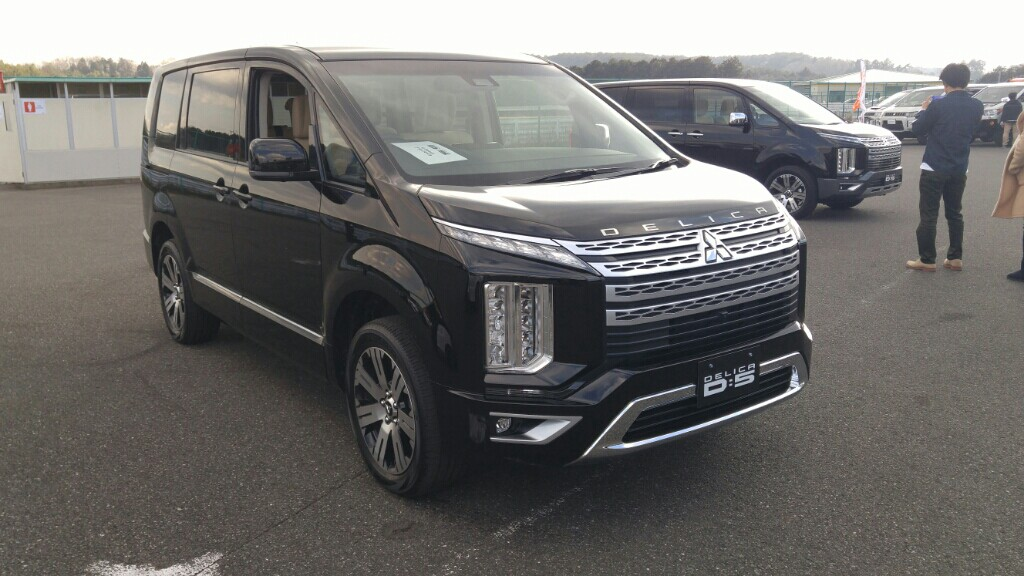
スタンダード G フロント（2019年2月 - ）
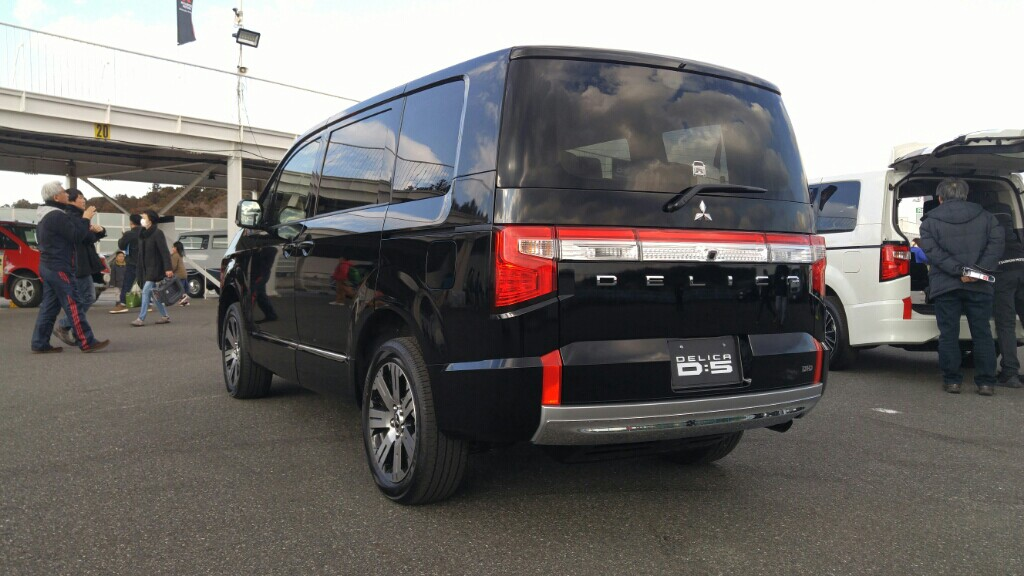
スタンダード G リヤ（2019年2月 - ）
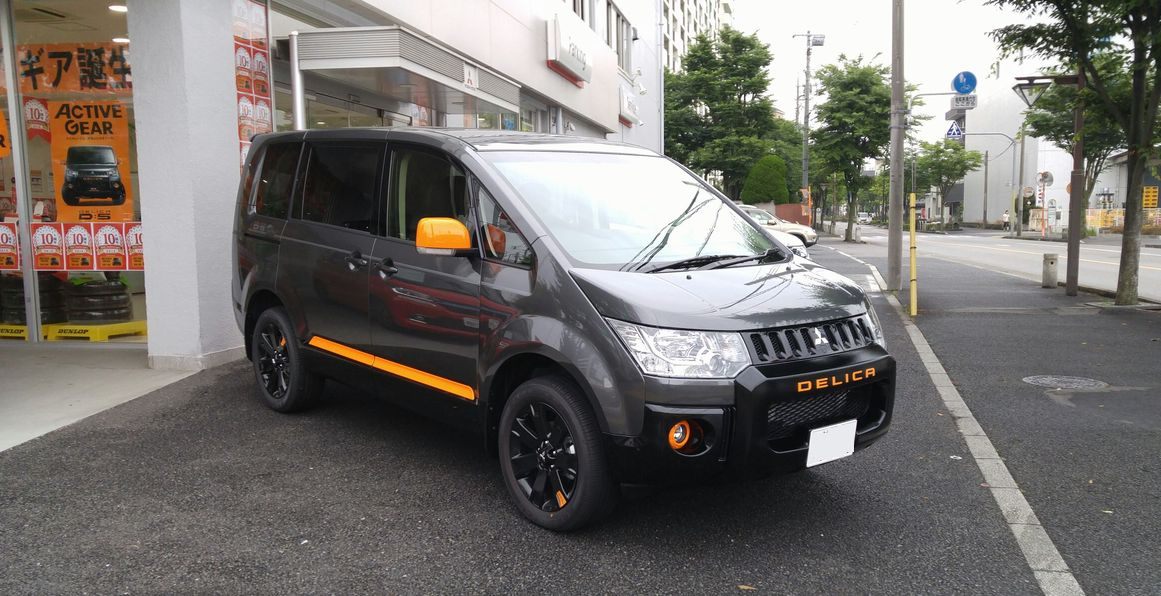
アクティブギア フロント
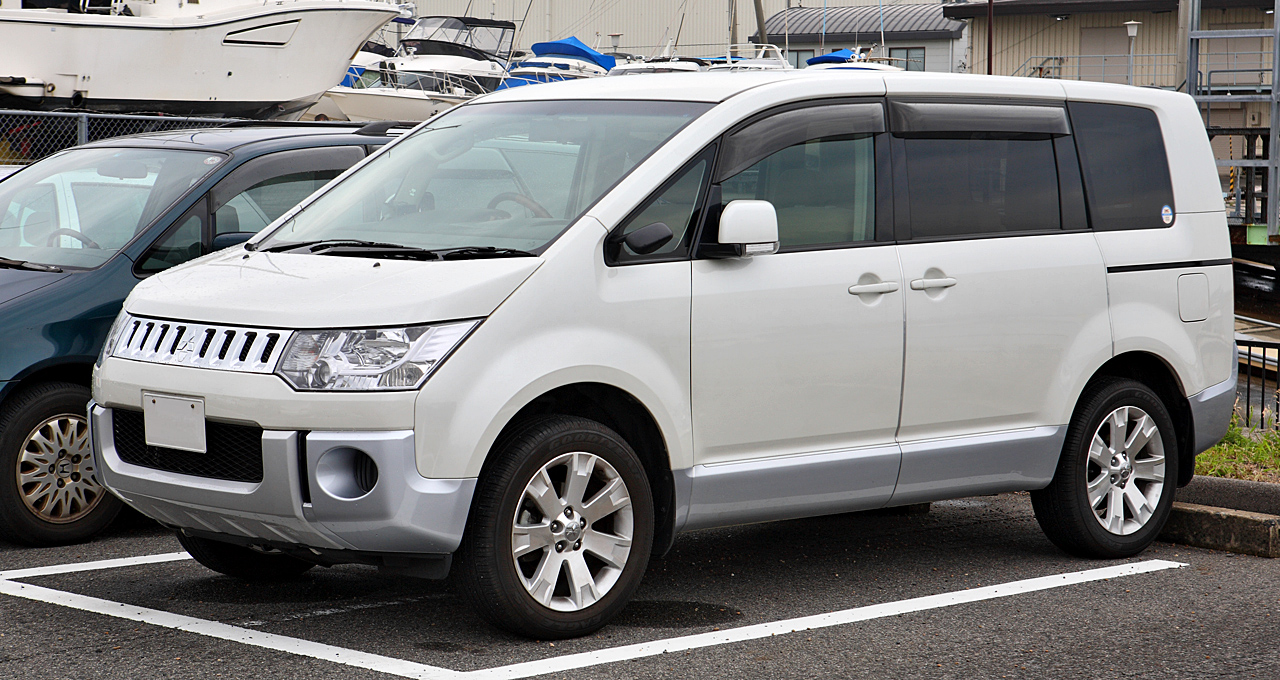
フロントバンパープロテクター非装着車（-2018年4月） フロント
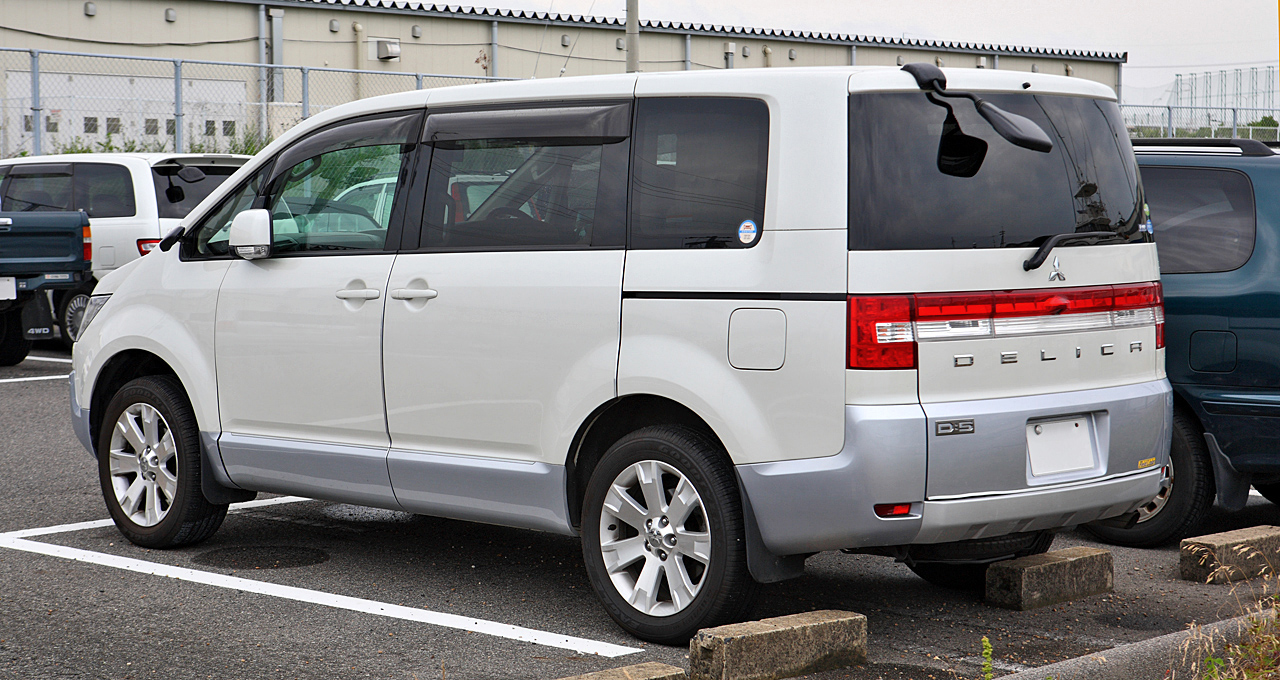
フロントバンパープロテクター非装着車（-2018年4月） リヤ
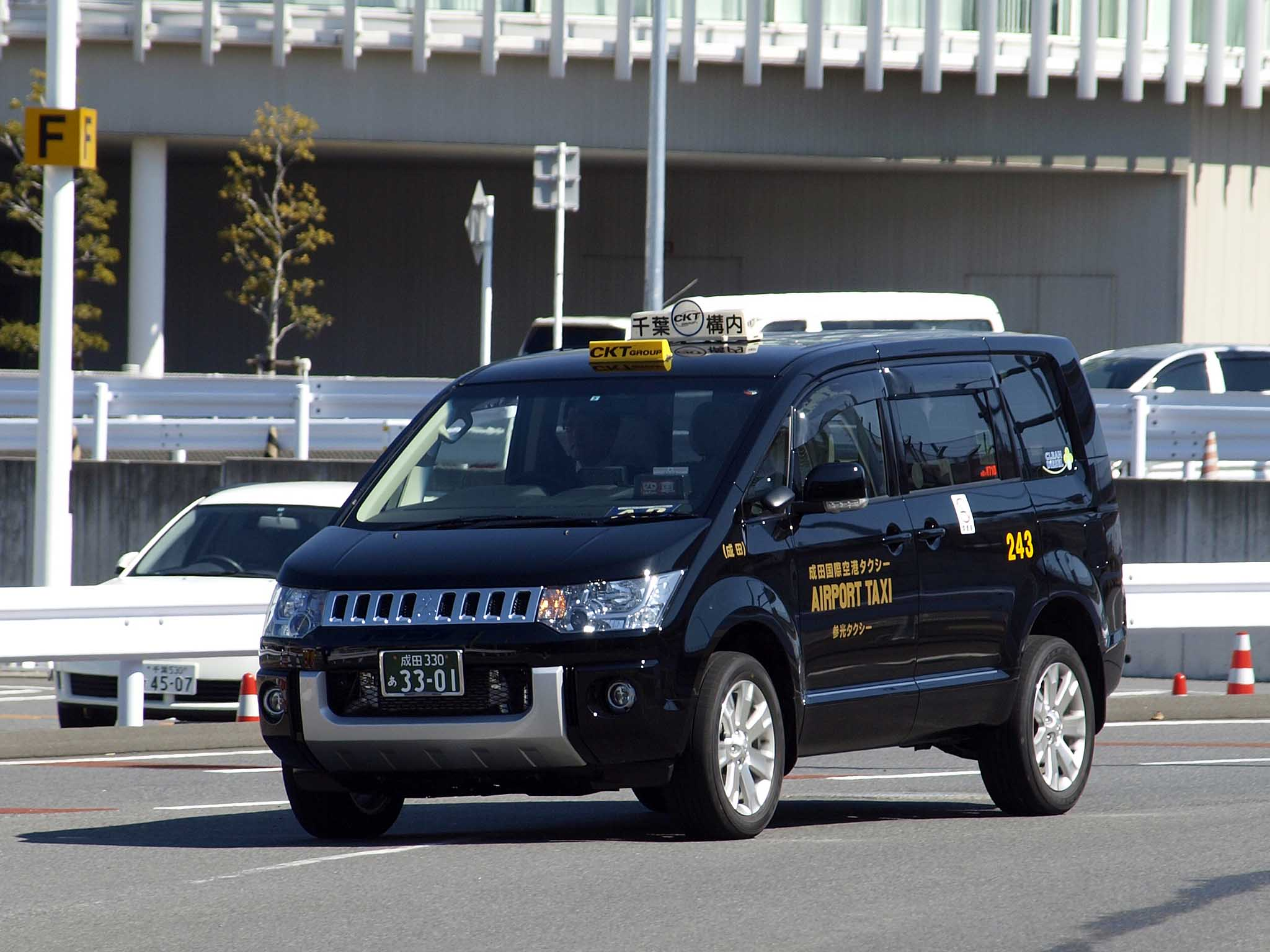
タクシーとしての使用例

## 備考
- 2007年1月6日 - 1月22日に開催されたユーロミルホー・リスボン～ダカール2007で三菱チームのサポートカーの一台にデリカD：5を導入、ラリードライバーの田口勝彦選手（ラリーアート所属）が運転した。[27][28]過去に三菱チームのサポートカーとしてデリカを投入した例ではスペースギアベースのデリカカーゴによる香港～北京ラリー（チャイナラリー）があるが、ダカールラリーではパジェロに混じって初めてデリカシリーズが投入された。使用されたD:5は、ロールバーやタイヤ以外はほぼノーマル仕様でダカールラリーに投入された。
- 本来は国内専用車として開発されたが、後年、香港[29]やブルネイなどの右ハンドル/左側通行の地域への輸出を開始した[30]。
- プロモーションDVDには増岡浩がテストコースの傾斜のきつい坂や未舗装路を走行するシーンがある。[31]
- 車内のスイッチでFF（前輪駆動）/4WD-AUTO（四輪駆動）/4WD-LOCK（四輪駆動センターデフロック）の切り替えが可能な電子制御4WDはグランディス、アウトランダー、ギャランフォルティス、ジープ・コンパス、ジープ・パトリオットにも搭載されている。
- 前述の2019年2月のビッグマイナーチェンジを受けた車両において、フロントグリルが電気シェーバーに見えると話題になった[32]。
- 2023年5月発売のデリカミニのティザー動画には、悪路走破性のアピールとしてデリカD:5が登場している。

## 車名の由来
- 「デリカ」は荷物を運ぶ車（＝Delivery Car）の略で、当代はその「デリカ（DELICA）」の「5代目」になることから「D:5」となった。また、デリカD:2の登場を機に5段階でもっとも大きいモデルという意味も込められ、これを機に三菱のミニバンシリーズは今後「デリカ○○」のネーミングで統一されることとなった[注釈 5]。
- なお、2WD（FF）モデルの「C2」とは“Casual 2WD”の略でより身近で使い勝手の良い2WDという意味を込めており、エアロバージョンの「ROADEST」とは“道”を意味する「Road」と“最上級”を意味する「～est」の掛け合わせで、オンロードでの走りの良さを予感させるスタイリッシュなエアロ仕様を纏った上級モデルをイメージしている。
- また、デリカ伝統の特別仕様である「シャモニー（CHAMONIX）」はシャモニー＝モン＝ブランに、「ジャスパー（JASPER）」はジャスパー国立公園に由来。歴代モデルと同様に、冬季限定車は「シャモニー」、夏季限定車は「ジャスパー」という位置づけ。